# 特羅斯佳內茨 (薩蘭丘基市鎮)
49°19′50″N 24°55′20″E / 49.33056°N 24.92222°E
特羅斯佳內茨（羅馬化：Trostianets）是位於烏克蘭西南部的村莊，由特諾皮爾州特諾皮爾區的薩蘭丘基市鎮負責管轄。該村始建於1441年，海拔高度318米，2001年該村落人口478。